# Giovanni Galbieri
Giovanni Galbieri (Negrar, 8 gennaio 1993) è un velocista italiano, campione continentale agli Europei under 23 di Tallinn 2015 e medaglia di bronzo ai Mondiali allievi di Bressanone 2009.
Titolato ai campionati italiani, in tutte le categorie, per complessive 17 medaglie d'oro (16 a livello giovanile ed una agli assoluti con la staffetta 4x100 m); titolato sia sui 60 che nei 100 m in tutte e tre le categorie giovanili (allievi, juniores, promesse) in cui si disputano.

## Biografia

### Gli inizi, i primi titoli italiani giovanili e il bronzo ai Mondiali allievi
Inizia a vincere le prime medaglie ai campionati italiani giovanili nel 2007 ai nazionali cadetti, con l'argento nel salto in lungo ed il bronzo con la staffetta 4x100 m.
Il suo primo risultato cronometrico di spicco lo ottiene nel 2008, quando il 7 settembre a Rossano Veneto, in occasione del Trofeo Zanon, sigla la migliore prestazione italiana cadetti negli 80 m, col tempo di 8"92; lo stesso anno fa bis di titoli italiani cadetti ai campionati di categoria con l'oro sia sugli 80 m che con la 4x100 m (vittoria con la rappresentativa della regione Veneto in 42"32, migliore prestazione italiana cadetti).
Altra doppietta di titoli italiani giovanili al primo anno da allievo nel 2009 con l'oro sia nei 60 m indoor (realizza il suo primo primato stagionale/personale sulla distanza fissandolo sui 6"90) che sui 100 m.
Al suo primo anno da allievo, realizza il suo primo primato stagionale/personale sulla distanza dei 100 m fissandolo sul 10"59 a Bressanone (Italia) il 9 luglio, nella semifinale dei Mondiali allievi; poi in finale conquista la medaglia di bronzo, precedendo di un solo centesimo (10"79 contro 10"80 con un vento contrario di -1,2 m/s) il giapponese Ryota Yamagata; invece esce in batteria con la 4x100 m.

lo stesso anno, a Tampere (Finlandia) al Festival olimpico della gioventù europea vince la medaglia di bronzo sui 100 m e viene squalificato con la staffetta 4x100 m.

### 2010-2012: Europei e Mondiali juniores
Nel 2010, dopo aver saltato la stagione agonistica indoor, all'aperto ai campionati italiani allievi vince la medaglia d'oro sui 100 m e viene squalificato con la 4x100 m.
Partecipa all'Incontro internazionale under 18 in Italia a Chiuro tra Italia, Francia e Slovenia concludendo primo nei 100 m e secondo con la 4x100 m.
Due doppiette di titoli italiani juniores centrate nel biennio 2011-2012 su 60 m indoor (abbassando il personale a 6"81 nel 2012) e 100 m (portando il personale sul 10"55 nel 2011).
Nel 2011 vince sui 60 m all'Incontro internazionale juniores indoor tra Germania, Francia ed Italia tenutosi in Germania ad Amburgo.
Il 4 settembre del 2011 a Susa contribuisce a stabilire la nuova migliore prestazione italiana juniores della staffetta svedese, portandola a 1'50"86.
Prende parte nel 2012 a Val-de-Reuil in Francia all'Incontro internazionale juniores indoor tra Francia, Germania ed Italia, finendo secondo dopo le due serie sui 60 m.

### 2013-2015: l'esordio nella Nazionale assoluta, quattro titoli italiani giovanili in un anno e l'oro agli Europei under 23
Tre titoli italiani vinti ai vari campionati del 2013: 60 m indoor ai nazionali promesse portando in semifinale il personale sul 6"77 (agli assoluti sesto nei 60 m ed argento con la staffetta 4x200 m), 4x100 m sia agli italiani promesse (quinto sui 100 m) che agli assoluti (sesto nei 100 m) di Milano.
Nel mese di settembre del 2013 esordisce con la Nazionale assoluta in occasione del DécaNation a Valence in Francia, in cui corre i 100 m finendo al sesto posto.
Dopo un difficile periodo a causa di un grave infortunio ad un ginocchio, durante il quale salta la stagione agonistica indoor 2014, Galbieri torna sulle piste nello stesso anno vincendo il titolo italiano promesse con la 4x100 m; partecipa agli assoluti di Rovereto dove raggiunge la finale dei 100 m concludendo al settimo posto ed invece con la 4x100 m finisce al quarto posto (40"87) ad un solo centesimo (40"86) dal bronzo dell'Enterprise Sport & Service; il 2 settembre del 2014 a Rovereto porta il suo primato sui 100 m a 10"45.
Nel 2015 (anno in cui ha stabilito il suo attuale primato personale sia nei 60 m indoor che sui 100 m) centra due doppiette, gara individuale e di staffetta, ai campionati italiani promesse: 60 m (porta il personale sino a 6"71) e 4x200 m indoor, 100 e 4x100 m outdoor; agli assoluti indoor di Padova finisce quarto sui 60 m (ad un solo centesimo dalla medaglia di bronzo di Fabio Cerutti) e diventa vicecampione con la staffetta 4x200 m. Altre due medaglie d'argento vinte sui 100 m, una ai nazionali universitari di Fidenza e l'altra agli assoluti di Torino (il 25 luglio, durante i campionati italiani assoluti di Torino, riduce ulteriormente il suo primato nei 100 m portandolo a 10"32 con cui vince la medaglia d'argento ad un solo centesimo dal campione Fabio Cerutti).
A Čeboksary (Russia), alla vigilia dell'Europeo per nazioni, arriva terzo nella serie extra dei 100 m.
Il 2015 lo vede di nuovo sul podio in una rassegna internazionale giovanile: agli Europei under 23 di Tallinn 2015, dopo aver vinto la semifinale correndo in 10"20 (con un vento favorevole di 2,3 m/s, superiore quindi ai 2 m/s che è il limite massimo consentito per l'omologazione dei tempi), Galbieri vince la finale dei 100 m correndo in 10"33 (precedendo in assenza di vento di un solo centesimo il bulgaro Denis Dimitrov quarto con 10"34) primo italiano a riuscirci nelle dieci edizioni dei campionati (squalificato nella batteria della 4x100 m).
Il 25 aprile a Savona stabilisce la migliore prestazione italiana promesse sugli 80 m, correndo in 8"63.

### 2016-2018: campionati assoluti e infortuni
Nel giugno 2016, Galbieri arriva quarto ai campionati italiani assoluti a Rieti, con un tempo di 10"49. Due settimane dopo partecipa ai campionati europei assoluti ad Amsterdam, non andando oltre i 10"48 in batteria a causa di un infortunio al retto femorale, che sarà il primo di tre consecutivi in tre anni.
Sempre a causa di un infortunio, questa volta al bicipite femorale sinistro, nel 2017 non partecipa alle gare indoor, riuscendo però, successivamente, a gareggiare nei campionati assoluti di Trieste, piazzandosi terzo ma scalando di una posizione dopo la squalifica del secondo classificato.
Nel 2018 si posiziona secondo ai campionati italiani indoor di Ancona con soli quattro millesimi di secondo di distacco dal primo classificato, Michael Tumi.
Nel frattempo inizia ufficialmente la sua carriera musicale pubblicando nel 2018 l'EP Pensa poetico a cui due anni dopo seguiranno i singoli La cura del sale e Gioco di trincea.

## Record nazionali
Promesse
- 80 metri piani: 8"63 ( Savona, 25 aprile 2015)[13]

Juniores
- Staffetta svedese: 1'50"86 ( Susa, 4 settembre 2011)[13]

Cadetti
- Staffetta 4x100 metri: 42"32 ( Roma, 10 ottobre 2008)[13]

## Progressione

### 60 metri piani indoor
| Stagione | Tempo | Luogo   | Data      | Rank. Mond. |
| -------- | ----- | ------- | --------- | ----------- |
| 2023     | 6"70  | Ancona  | 21-1-2023 | 218º        |
| 2022     | 6"60  | Ancona  | 23-1-2022 | 49º         |
| 2020     | 6"80  | Bergamo | 2-2-2020  | 500º        |
| 2018     | 6"70  | Ancona  | 18-2-2018 | 166º        |
| 2015     | 6"71  | Ancona  | 7-2-2015  | 149º        |
| 2013     | 6"77  | Ancona  | 17-2-2013 | 253º        |
| 2012     | 6"81  | Ancona  | 19-2-2012 | 383º        |
| 2011     | 6"82  | Amburgo | 5-3-2011  | 372º        |
| 2009     | 6"90  | Ancona  | 15-2-2009 |             |
| 2007     | 7"55  | Padova  | 4-3-2007  |             |

### 100 metri piani
| Stagione | Tempo | Luogo          | Data      | Rank. Mond. |
| -------- | ----- | -------------- | --------- | ----------- |
| 2022     | 10"44 | Lucca          | 28-5-2022 | 852º        |
| 2021     | 10"52 | Castelporziano | 21-9-2021 | 1030º       |
| 2020     | 10"63 | Savona         | 16-7-2020 | 775º        |
| 2019     | 10"40 | Mondovì        | 23-6-2019 | 468º        |
| 2018     | 10"49 | Orvieto        | 17-6-2018 | 774º        |
| 2017     | 10"50 | Trieste        | 1-7-2017  | 775º        |
| 2016     | 10"46 | Savona         | 25-5-2016 | 624º        |
| 2015     | 10"32 | Torino         | 25-7-2015 | 248º        |
| 2014     | 10"45 | Rovereto       | 2-9-2014  | 515º        |
| 2013     | 10"53 | Milano         | 27-7-2013 | 728º        |
| 2012     | 10"48 | Barcellona     | 11-7-2012 | 569º        |
| 2011     | 10"55 | Bressanone     | 17-6-2011 | 708º        |
| 2010     | 10"61 | Rieti          | 3-10-2010 | 889º        |
| 2009     | 10"59 | Bressanone     | 9-7-2009  | 832º        |

## Palmarès
| Anno | Manifestazione                           | Sede       | Evento            | Risultato  | Tempo   | Note                                     |
| ---- | ---------------------------------------- | ---------- | ----------------- | ---------- | ------- | ---------------------------------------- |
| 2009 | Mondiali allievi                         | Bressanone | 100 m piani       | Bronzo     | 10"79   |                                          |
| 2009 | Mondiali allievi                         | Bressanone | Staffetta svedese | Batteria   | 1'55"47 |                                          |
| 2009 | Festival olimpico della gioventù europea | Tampere    | 100 m piani       | Bronzo     | 10"82   |                                          |
| 2009 | Festival olimpico della gioventù europea | Tampere    | 4×100 m           | Finale     | dq      |                                          |
| 2011 | Europei juniores                         | Tallinn    | 100 m piani       | 7º         | 10"65   |                                          |
| 2011 | Europei juniores                         | Tallinn    | 4×100 m           | 5º         | 41"15   |                                          |
| 2012 | Mondiali juniores                        | Barcellona | 100 m piani       | Semifinale | 10"48   | Miglior prestazione personale stagionale |
| 2012 | Mondiali juniores                        | Barcellona | 4×100 m           | Batteria   | 40"41   |                                          |
| 2013 | Europei under 23                         | Tampere    | 4×100 m           | 7º         | 39"55   |                                          |
| 2013 | DécaNation                               | Valence    | 100 m piani       | 6º         | 10"72   |                                          |
| 2015 | Europei under 23                         | Tallinn    | 100 m piani       | Oro        | 10"33   | Miglior prestazione personale            |
| 2015 | Europei under 23                         | Tallinn    | 4×100 m           | Batteria   | dq      |                                          |
| 2016 | Europei                                  | Amsterdam  | 100 m piani       | Batteria   | 10"48   |                                          |
| 2022 | Mondiali indoor                          | Belgrado   | 60 m piani        | Batteria   | 6"66    |                                          |

## Campionati nazionali
- 1 volta campione assoluto nella 4x100 m (2013)
- 1 volta campione promesse nei 100 m (2015)
- 1 volta campione promesse indoor nella 4x200 m (2015)
- 3 volte campione promesse della 4x100 m (2013, 2014, 2015)
- 2 volte campione promesse indoor nei 60 m (2013, 2015)
- 2 volte campione juniores nei 100 m (2011, 2012)
- 2 volte campione juniores indoor nei 60 m (2011, 2012)
- 2 volte campione allievi nei 100 m (2009, 2010)
- 1 volta campione allievi indoor nei 60 m (2009)
- 1 volta campione cadetti della 4x100 m (2008)
- 1 volta campione cadetti negli 80 m (2008)

2007
- Argento ai Campionati italiani cadetti e cadette, (Ravenna), Salto in lungo - 6,21 m[14]
- Bronzoai Campionati italiani cadetti e cadette, (Ravenna), 4x100 m - 44"12[15]

2008
- Oro ai Campionati italiani cadetti e cadette, (Roma), 80 m - 9"00[16]
- Oro ai Campionati italiani cadetti e cadette, (Roma), 4x100 m - 42"32[17]

2009
- Oro ai Campionati italiani allievi-juniores-promesse indoor, (Ancona), 60 m - 6"90[18]
- Oro ai Campionati italiani allievi e allieve, (Grosseto), 100 m - 11"04[19]

2010
- Oro ai Campionati italiani allievi e allieve, (Rieti), 100 m - 10"61[20]
- In finale ai Campionati italiani allievi e allieve, (Rieti), 4x100 m - SQU[21]

2011
- Oro ai Campionati italiani allievi-juniores-promesse indoor, (Ancona), 60 m - 6"82[22]
- Oro ai Campionati italiani juniores e promesse, (Bressanone), 100 m - 10"55[23]

2012
- Oro ai Campionati italiani allievi e juniores indoor, (Ancona), 60 m - 6"81[24]
- Oro ai Campionati italiani juniores e promesse, (Misano Adriatico), 100 m - 10"73[25]

2013
- 6º ai Campionati italiani assoluti e promesse indoor, (Ancona), 60 m - 6"87 (assoluti)[26]
- Oro ai Campionati italiani assoluti e promesse indoor, (Ancona), 60 m - 6"87 (promesse)[27]
- Argento ai Campionati italiani assoluti e promesse indoor, (Ancona), 4x200 m - 1'27"67 (assoluti)[28]
- 5º ai Campionati italiani juniores e promesse, (Rieti), 100 m - 10"57[29]
- Oro ai Campionati italiani juniores e promesse, (Rieti), 4x100 m - 41"50[30]
- 6º ai Campionati italiani assoluti, (Milano), 100 m - 10"55[31]
- Oro ai Campionati italiani assoluti, (Milano), 4x100 m - 40"50[32]

2014
- Oro ai Campionati italiani juniores e promesse, (Torino), 4x100 m - 41"00[33]
- 7º ai Campionati italiani assoluti, (Rovereto), 100 m - 10"55[34]
- 4º ai Campionati italiani assoluti, (Rovereto), 4x100 m - 40"87[35]

2015
- Oro ai Campionati italiani juniores e promesse indoor, (Ancona), 60 m - 6"71[36]
- Oro ai Campionati italiani juniores e promesse indoor, (Ancona), 4x200 m - 1'27"34[37]
- 4º ai Campionati italiani assoluti indoor, (Padova), 60 m - 6"72[38]
- Argento ai Campionati italiani assoluti indoor, (Padova), 4x200 m - 1'26"65[39]
- Argento ai Campionati nazionali universitari, (Fidenza), 100 m - 10"57[40]
- Oro ai Campionati italiani juniores e promesse, (Rieti), 100 m - 10"38[41]
- Oro ai Campionati italiani juniores e promesse, (Rieti), 4x100 m - 40"56[42]
- Argento ai Campionati italiani assoluti, (Torino), 100 m - 10"32[43]

2016
- 4º ai Campionati italiani assoluti, (Rieti), 100 m - 10"49

2017
- Argento ai Campionati italiani assoluti, (Trieste), 100 m - 10"37

2018
- Argento ai Campionati italiani assoluti indoor, (Ancona), 60 m - 6"70

2019
- 7º ai Campionati italiani assoluti, (Bressanone), 100 m - 10"58

2020
- 5º ai Campionati italiani assoluti indoor, (Ancona), 60 m - 6"80
- 6º ai Campionati italiani assoluti, (Padova), 100 m - 10"61

2022
- Argento ai Campionati italiani assoluti indoor, (Ancona), 60 m - 6"62
- 8º ai Campionati italiani assoluti, (Rieti), 100 m - 10"48

2023
- Eliminato in batteria ai Campionati italiani assoluti indoor, (Ancona), 60 m - 6"82

## Altre competizioni internazionali
2010
- Oro nell'Incontro internazionale under 18 Italia-Francia-Slovenia, ( Chiuro), 100 m - 10"79[44]
- Argento nell'Incontro internazionale under 18 Italia-Francia-Slovenia, ( Chiuro), 4x100 m - 43"10[44]

2011
- Oro nell'Incontro internazionale juniores indoor Germania-Francia-Italia, ( Amburgo), 60 m (serie A) 6"82  + 60 m (serie B) 6"85 - 13"67[45]

2012
- Argento nell'Incontro internazionale juniores indoor Francia-Germania-Italia, ( Val-de-Reuil), 60 m (serie A) 6"84 + 60 m (serie B) 6"87 -  13"71[46]

2015
- 3º nell'Europeo per nazioni, ( Čeboksary), 100 m - 10"36 (serie extra)[47]

## Discografia

### EP
- 2018 – Pensa poetico